# Фонд Олени Пінчук
Фонд Олени Пінчук — українська благодійна організація, робота якої спрямована на протидію ВІЛ/СНІДу в Україні. Заснований 2003 року Оленою Пінчук, дочкою другого президента і дружиною українського мецената і філантропа Віктора Пінчука.

## Історія
Фонд був заснований 2003 року Оленою Пінчук. Протягом років ця благодійна організація працювала для залучення найкращого міжнародного досвіду для протидії епідемії СНІДу в Україні. А також фонд залучав світових знаменитостей і впливових українців для боротьби з ВІЛ/СНІДом в Україні. У 2017 році фонд «АНТИСНІД» змінив назву на Фонд Олени Пінчук. Фонд розширив свої напрямки роботи, з'явились проєкти по допомозі військовим, освітні лекції та тренінги, а віднедавна і менторські проєкти для посилення ролі жінок у суспільстві.
В жовтні 2022 року Фонд Олени Пінчук спільно з громадською організацією «Інститут Процес-орієнтованої роботи в Україні імені Григорія Сковороди» оголосив запуск проєкту підготовки спеціалістів з надання психологічної підтримки постраждалим від війни українським жінкам — «Regeneration».

## Діяльність
Найбільші проєкти фонду:
- масштабні інформаційні кампанії у ЗМІ щодо висвітлення проблематики ВІЛ/СНІДу в Україні, зокрема інформаційно-освітня кампанія фонду «Зупинимо СНІД, доки ВІН не зупинив нас».
- проєкт з Ukrainian Fashion Weeks, 2006—2007.
- благодійні концерти Сера Елтона Джона[6][7] і співпраця з фондом СНІД Фонд Елтона Джона.
- співпраця з фондом Клінтона (введення замісної терапії, швидких тестів, розробка системи лабораторного обслуговування)
- благодійний концерт Life must go on![8] групи Queen з Полом Роджерсом на Площі Свободи в Харкові 2008 року
- виставка в PinchukArtCentre «Є воля, Є шанс», 2013.
- проєкт для підготовки військових медиків у зоні АТО «Медсанбат» спільно з Фоном Віктора Пінчука. 10 вересня 2014 року Віктор і Олена Пінчук оголосили про запуск проєкту підготовки і оснащення медичних батальйонів — військових медиків, які відправлялися в зону АТО для ротації в складі діючих бойових частин.[9]
- перша в Східній Європі закупівля АРВ препарату приватним фондом для 1 300 пацієнтів, 2017—2018.
- освітні програми з сексуальної освіти.
- проєкт з жіночого менторства і посилення ролі жінок.
- менторський та освітній проєкт «Я зможу!» спрямований на посилення ролі жінок у суспільстві спільно з фундацією Кока-Кола 2017—2019. Його головна мета — довести, що жінка в Україні може стати успішною в будь-якій сфері. До проєкту доєдналися успішні та відомі жінки, історії яких надихають, стають прикладом для дівчат та спонукають до пошуку нових можливостей[10]. У 2019 спільно проєктом «Я зможу!» та українським ювелірним брендом «Guzema Fine Jewelry» була створена колекція кольє Inspirement Chain. Колаборація спрямована на посилення жіночої ролі у суспільстві, взаємопідтримку та сестринство. Всі зібрані кошти з продажу кольє спрямовані на розвиток та підтримку проєктів, створених жінками. До фоточастини проєкту, як менторки долучились: Світлана Бевза, Олена Борисова, Лєра Бородіна, Ярослава Гресь, Олена Гудкова, Валерія Гузема, Соня Забуга, Алла Клименко, Олена Кондратюк, Зоя Литвин, Олена Пінчук, Уляна Пчолкіна, Яніна Соколова, Слава Фролова, Аліна Шатернікова, Alyona Alyona.[11][12]
- проєкт Veteran Hub — платформа для співпраці громадських організацій, які працюють у сфері ветеранських справ. Veteran Hub — це спільний проєкт фондів Олени Пінчук, Віктора Пінчука та громадської організації «Побратими» створений задля централізованого надання послуг ветеранам, працівникам сектору безпеки, їх рідним та близьким, а також підтримки процесу їх інтеграції в цивільне життя.[13]
- відкриття спільно з Київською міською державною адміністрацією інформаційно-освітнього центру Діалог Хаб для молоді, 2019 рік. Проведення лекцій і тренінгів в навчально-освітньому просторі для дітей, підлітків і молоді щодо сексуальної освіти та безпеки в інтернеті. Просвітницька робота з батьками.[14]

Фондом Олени Пінчук були організовані найбільші в історії України благодійні заходи:
- Благодійний концерт сера Елтона Джона на Майдані Незалежності в Києві 2007 року.
- Благодійний концерт Life must go on![8] групи Queen з Полом Роджерсом на Площі Свободи в Харкові 2008 року.[15] На зібрані гроші був відремонтований дитячий будинок у Харкові.
- Благодійний концерт сера Елтона Джона і гурту Queen з Adam Lambert на Майдані Незалежності у Києві 2012 року.[16]

Партнери фонду
- СНІД Фонд Елтона Джона співпраця з фондом Елтона Джона почалась з 2007 року — це і благодійні концерти, проєкт допомоги безпритульним дівчатам і молодим жінкам, вразливим до інфікування ВІЛ[17] і проєкт «соціальна квартира». «Діти плюс» — це спільний проєкт Фонду Олени Пінчук та СНІД-Фонду Елтона Джона. Мета цього проєкту — поліпшити життя дітей, народжених ВІЛ-позитивними матерями, інтегрувати їх в соціальне середовище, змінити ставлення суспільства до таких дітей, допомогти їм перейти з дитячих будинків до прийомних сімей, до нових батьків і опікунів.[18] 2008 рік відкриття після реконструкції дитячого будинку «Берізка»[19]. 2018 року — День з Елтоном Джоном на Кураж Базарі. Метою благодійної акції «День з Елтоном Джоном» — стала профілактика і залучення українців до боротьби зі СНІДом в Україні.[20]
- Фонд Клінтона — 2010 року Україну відвідав 42-й президент США Біл Клінтон. Він виступив на Михайлівській площі під час акції «Битва за майбутнє» з промовою, присвяченій боротьбі зі СНІДом[21]. За його участі Фонд Олени Пінук провів найбільший благодійний аукціон, на якому було зібрано рекордні 3 млн доларів на боротьбу з ВІЛ/СНІД в Україні.

2010 року Олена Пінчук стала членом Комісії ООН високого рівня з профілактики ВІЛ / СНІДу.